# Михаило Ристић
Михаило Ристић (Београд, 5. септембар 1864 — 25. август 1925) био је српски дипломата, конзул и посланик на страни. Ристићева главна активност као конзула и дипломате била је помоћ српском народу и цркви  у Македонији и Старој Србији, као и њихова заштита од бугарске и грчке пропаганде и оружане акције.

## Породица
Михаило Ристић је син Гаврила Ристића, београдског трговца и Катарине Ћипрић из породице Ђорђа Ћипре, београдског трговца.
Михаило Ристић је био ожењен (1895) Правдом Јовановић, кћерком Владимира Јовановића, државног саветника, министра и сенатора а сестром Слободана Јовановића.
Михаило и Правда имали су сина Андрију „Андру” Ристића, правника, који је завршио гимназију у Паризу, Правни факултет у Београду, где је и докторирао (1936).

## Школовање
У Београду је завршио основну школу, Прву београдску гимназију и правни факултет. Дипломирао је 1886, а након тога годину дана је провео на студијима у Паризу на Слободној школи политичких наука.

## Дипломатска служба
Цели радни век провео је у дипломатској служби. Каријеру је започео радом у Министарству иностраних
дела Србије 1884. године.  Као секретар Министарсва иностраних дела 1892. године пропутовао је Косово укључујући и Приштину и сведочио је да је стање толико лоше и да страхује да за 10 година ту више неће бити Срба. Његов реферат о раду Министарства иностраних дела је објављен. Током 1893. постао је секретар српскога посланства у Цариграду. Ристић је у писму из Цариграда изразио своје недоумице у погледу нове администрације и очувања српских тековина у Турској: „Ми смо на местима с којих можемо видети мало даље неголи други, очима потпуно несебичним и за то нам се ваља и  бојати... Може бити да је то с тога што сам научен да у добру отаџбине гледам и своје добро, а ово што се сад тамо дешава, далеко је од тога да јој донесе добра. На против, сад јој тек настају зли дани, и иоле мислен човек треба већ да буде обузет слутњом и за само трајање њено.“ Иако је млади краљ Александар Обреновић извршио државни удар јануара 1894. године, а што је довело до пада српске влада, и промене политике, у граду на Босфору остаће до јесени 1895. године. Био је 1896. године привремено секретар у министарство иностраних дела у Београду. Конзул српскога конзулата у Скопљу постао је 1896, а 1898. године, био је постављен за секретара посланства у Бечу. Од 1899. до 1903. године био је српски конзул у Битољу. Био је именован и за дипломатскога агента у Софији, али ту дужност није примио. Поново је постао српски конзул у Скопљу од 1904. до 1906. године.  У Букурешту је на служби 1906-1914. године, а мада је постављен за посланика у Риму 1907. године, тамо није прешао до 1914. године "због ратних прилика". Током 1913. године потписао је (као конзул у Румунији) заједно са Николом Пашићем Букурешки мир. Кренуо је Ристић за Италију, последњих дана децембра 1914. године. Као конзул Србије у Риму започео је марта 1915. године преговоре са италијанском владом о "Арбанији (Албанији) и о излазу Србије на Јадранско море." Ишао је конзул из Рима на Крф где се крајем августа 1916. године отварало заседање скупштине.
Током 1920. године био је делегат Краљевине СХС у Дунавској комисији. Пензионисан је дипломата Ристић 1924. године, а умро годину дана касније у Београду (стан у Симиној 25). Сахрањен је на Новом гробљу, опроштајни говор у Саборној цркви је одржао Јован Дучић.

## Активност
Ристићева главна активност као конзула и дипломате била је национална пропаганда и буђење националне свести у Македонији и Старој Србији. У министарству је радио у одсеку за пропаганду. У конзулатима је радио на питањима црквене и школске аутономије. Помагао је да се спроводи српска четничка акција у Македонији. Био је као конзул, члан новооснованог четничког "комитета", са још неколико угледних Срба у Скопљу. Као српски конзул у Скопљу током 1904. године  координисао је поверљивим људима да морају осигурати и обезбедити прелаз чете Јована Бабунскога преко границе и Вардара за Велешки Азот. Иначе је био против идеје да четници долазе из Србије и да се наоружавају из Србије. Сматрао је да морају да се регрутују међу Србима из Османскога царства, који познају домаћи терен. Сматрао је да је најбоље да спољну политику мора да спроводи Министарство иностраних дела, а не патриотска удружења.

## Радови
Под псеудонимом "П. Балкански" написао је "Кроз гробље, путопис по Старој Србији" (1894) и "Српски народ у скопљанској епархији, расправа о црквено-школским приликама" (1899).